# Tierramystica
Tierramystica — бразильская фолк-метал-группа из Порту-Алегри, основанная в 2008 году. Группа известна тем, что смешивает хеви/пауэр-метал с элементами андской музыки.

## Характеристики
Стиль
Музыканты заявляли в своём интервью японскому лейблу Red Rivet Records, который взялся за распространение записей группы по всей Азии: «наша главная особенность – это слияние андской и южноамериканской фолк-музыки с влиянием рока и хэви-метала.» А также уточняли: «Мы находимся на крайнем юге, ближе к Уругваю, Аргентине, Чили и Парагваю, чем к некоторым другим местам Бразилии. Так что наша музыка в конечном итоге звучит экзотично даже для бразильцев»
Лирика
Латинская Америка, Южная Америка, ее колонизация, легенды, доколумбовая культура, конфликты и духовные темы — это темы, которые вдохновляют Tierramystica в их текстах.
Дизайн обложек

## История
Группа была образована 28 января 2008 года, когда гитарист Фабиано Мюллер и вокалист Рикардо «Чилено» Дуран покинули группу Toccata Magna и присоединились к гитаристу Александре Теллини для нового музыкального проекта. Позднее состав пополнился басистом Рафаэлем Мартинелли, клавишником Лучано Туме, барабанщиком Эдуардо «Дука» Гомесом и вокалистом Андре Насименто.
Их дебютный мини-альбом под названием New Eldorado, содержащий заглавную песню «Spiritual Song», был продан в общей сложности тиражом 100 000 копий. Во время записи их первого альбома Андре покинул группу и был заменен Ги Антониоли, который также является вокалистом бразильской прогрессив-метал-группы Anaxes и приглашенным певцом в бразильском метал-опера-проекте SoulSpell.
В 2010 году группа вошла в число шести финалистов бразильского Wacken Metal Battle, конкурса начинающих групп, в котором победитель каждой страны выступает на сцене W.E.T. фестиваля Wacken Open Air. Однако победителями и представителями Бразилии в итоге стали группа из Пернамбуку Cangaço.
В 2015 и 2016 годах группа претерпела несколько изменений в составе. В сентябре 2015 года вокалист Ги Антониоли покинул группу и был временно заменен Дэном Рубином (ex-Magician, SoulSpell). В марте 2016 года он был нанят в качестве постоянного участника. 13 июля 2016 года они объявили о больших изменениях в составе: давние участники Александре Теллини, Рафаэль Мартинелли, Лучано Туме и Эдуардо Гомеш покинули группу и были заменены гитаристом Бруно Ласердой, басистом Густаво Страпазоном и уже известным Фабио Лагуной на клавишных (ex-Angra, Hangar) и Рикардо Конфессори на барабанах (ex-Angra, Shaman). Они также объявили, что новая песня выйдет позднее в 2016 году, а запись нового альбома должна начаться в январе 2017 года, дата релиза пока неизвестна.
22 декабря 2020 года, после того как группа не выступала в течение 3 лет, поклонникам был представлен другой состав, в который вернулись участники оригинального состава, была создана новая фан-страница и новая страница в Instagram, из предыдущего состава остался только Рикардо Чилено, а также была представлена новая песня «Beyond the Cape of Storms» в программе Quarentena Rock Fest канала Heavy Talk, который теперь присутствует на всех музыкальных стриминговых платформах.
Концерты
В качестве разогревающей группы они выступали с такими исполнителями, как Angra, Sepultura, Symphony X, Epica, Paul Di'Anno и Scorpions.

## Участники
Текущий состав
- Alexandre Tellini — гитары и многоствольная флейта (2008—2016; 2020—н. в.)
- Ricardo "Chileno" Durán — вокал, окарина, чаранго и акустическая гитара (2008—н. в.)
- Luciano Thumé — клавишные (2008—2016; 2020—н. в.)
- Gui Antonioli — вокал и перкуссия (2009—2015; 2020—н. в.)
- TH Costa - бас (2020—н. в.)

Бывшие участники
- Dan Rubin — вокал (2015—2016 как сессионный музыкант; 2016—?)
- Bruno Lacerda — гитара (2016—?)
- Rafael Martinelli — бас, кена, многоствольная флейта и бэк-вокал (2008—2016)
- Fabiano Muller — гитары и кена (2008—?)
- Eduardo "Duca" Gomes — ударные (2008—2013; 2008—2016)
- Gustavo Strapazon — бас (2016—?)
- Rafael Dachary — ударные (2013)
- André Nascimento — вокал (2008)
- Jesus Hernandes — окарина, чаранго, кена и многоствольная флейта(2008)
- Fábio Laguna — клавишные (2016—?)
- Ricardo Confessori — ударные (2016—?)

## Дискография
Альбомы
- A New Horizon (2010)
- Heirs of the Sun (2013)

Прочее
- New Eldorado (2008) — EP
- A New Legend, a New Journey (2012) — DVD